# (26090) 1986 PU1
1986 بي يو 1 (ويعرف أيضًا باسم (26090) 1986 بي يو 1 وفق تسمية الكوكب الصغير) (بالإنجليزية: 1986 PU1)‏ هو كويكب ضمن حزام الكويكبات؛ وترتيبه 26090 من حيث الاكتشاف.
اكتُشف هذا الجُرم الفلكي بواسطة Marian Rudnyk ‏ في 1 أغسطس 1986.

## وصلات خارجية
- (26090) 1986 PU1 في قاعدة بيانات مختبر الدفع النفاث لأجرام النظام الشمسي الصغيرة

- الاكتشاف · مخطط المدار ·  العناصر المدارية · المعلمات المادية

- (26090) 1986 PU1 على موقع ويكي سكاي: DSS2, SDSS, GALEX, IRAS, Hydrogen α, X-Ray, Astrophoto, Sky Map, Articles and images